# بلیر (اکلاهما)
بلیر(به انگلیسی: Blair) شهری در ایالت اکلاهما کشور ایالات متحده آمریکا است که جمعیت آن در سرشماری سال ۲۰۱۰ میلادی، ۸۱۸ نفر بوده‌است.